# Otto et Elise Hampel
Pour les articles homonymes, voir Hampel.
Otto et Elise Hampel sont un couple de résistants allemands au nazisme. Vivant à Berlin pendant la Seconde Guerre mondiale, ils y diffusent pendant deux ans des cartes postales de protestation. Arrêtés, condamnés à mort, ils sont exécutés le 8 avril 1943.
Leur histoire inspire un roman de Hans Fallada, Seul dans Berlin, et cinq adaptations cinématographiques.

## Biographie
Otto Hampel est né le 21 juin 1897 à Wehrau ; il participe à la Première Guerre mondiale, puis est ouvrier en usine. Elise Lemme est née le 27 octobre 1903 à Stendal ; elle devient employée de maison. Ils se marient en 1935.
Ils sont d'abord partisans du régime nazi, Elise Hampel dirige à Berlin un groupe de la NSF, la ligue nationale-socialiste des femmes. Ils commencent à changer d'avis à la mort au combat du frère d'Elise, en 1940, dans la bataille de France ; alors que la plupart des allemands se réjouissent de la victoire rapide sur la France, les Hampel prennent la mesure de la folie d'Hitler et des dangers du régime.
Vivant dans la capitale, ils mettent au point une méthode simple de protestation. Ils écrivent des textes protestataires sur des cartes postales et les déposent dans des boîtes aux lettres ou dans différents lieux publics de la ville. Les textes qu'ils écrivent incitent à refuser de travailler pour les nazis, à ne pas donner d'argent aux collectes pour le parti, à refuser le service militaire, à renverser Hitler. Ils écrivent ainsi : « Nous devrions nous libérer de nos chaînes, sinon il sera trop tard » et « Que sommes-nous devenus ? Un troupeau de moutons ! »
Les cartes que les époux écrivent et déposent sont presque toutes apportées peu après à la Gestapo : le couple a écrit 285 cartes, 268 d'entre elles ont été récupérées par la Gestapo, seules 17 cartes n'ont pas été récupérées par elle. Il s'écoule cependant deux ans avant qu'ils soient repérés. En septembre 1942, une passante les ayant vus glisser des cartes postales dans des boîtes aux lettres les dénonce à la Gestapo.
Interrogés, les époux Hampel s'accusent mutuellement. Otto Hampel déclare tout de même à la police qu'il était heureux de protester contre Hitler et le Troisième Reich. 
Lors du procès devant le Volksgerichtshof, le « tribunal populaire » nazi, les Hampel sont reconnus coupables de Wehrkraftzersetzung, « entrave à l'effort de guerre », « d'action de haute trahison », et condamnés à mort. Ils sont tous les deux exécutés le 8 avril 1943 à la prison de Plötzensee, à Berlin.

## Postérité
Leur histoire inspire le romancier Hans Fallada, qui écrit leur histoire romancée, sous le titre Jeder stirbt für sich allein publié en 1947 et d'abord censuré. Ce roman est traduit en français et publié en 1967 sous le titre Seul dans Berlin.
Il fait l'objet de cinq adaptations cinématographiques ou télévisées :
- Jeder stirbt für sich allein, téléfilm de Falk Harnack, en 1962 ;
- Une mini-série par Hans-Joachim Kasprzik (en) en 1970 ;
- Un film d'Alfred Vohrer en 1975 ;
- Une mini-série de Dušan Klein (cs) en 2004 ;
- Le film Seul dans Berlin (Jeder stirbt für sich allein) de Vincent Perez, sorti en 2016.